# Руднєв Михайло Федорович
Миха́йло Фе́дорович Ру́днєв (16 листопада (16 вересня) 1874 — 23 квітня 1930) — професор педіатрії Катеринославського медичного інституту. Працював у дитячій лікарні № 3 м. Дніпропетровська.
Народився в Києві у родині вчителя.
Співредактор часописів «Дніпропетровський медичний журнал», «Український медичний архів», «Лікарська справа».